# クルト・ハムリン
クルト・ハムリン（Kurt Roland Hamrin、1934年11月19日 - 2024年2月4日）は、スウェーデン出身の元サッカー選手。選手時代のポジションはフォワード。

## 経歴
1952年にAIKソルナで選手キャリアをスタート。1956年にイタリアのユヴェントスFCへ移籍、翌1957年にカルチョ・パドヴァへ移籍し、1957-58シーズンにリーグ戦30試合出場20得点を記録した。1958年にACFフィオレンティーナへ移籍すると、1967年まで9シーズン在籍し、リーグ戦289試合に出場し150得点を記録した。フィオレンティーナ時代には2度のコッパ・イタリア制覇（1961年、1966年）に貢献した。
1967年からはACミランへ移籍。その後、SSCナポリを経てスウェーデンに帰国した。ハムリンは選手生活の大半をイタリアで過ごしたが、セリエA通算182得点は歴代6位の記録である。またACミラン時代の1967-69シーズンにはスクデット獲得に貢献した。そして1972年にIFKストックホルムでプレーし、この年を最後に現役を引退した。
スウェーデン代表としては1953年から1965年の間に国際Aマッチ32試合出場で17得点を記録した。1958年のFIFAワールドカップ・スウェーデン大会では準決勝の西ドイツ戦において駄目押しとなる3点目の得点を決めるなど4得点を挙げ、同国の準優勝に貢献した。
2024年2月4日の朝にフィレンツェで死去。89歳没。